# 哌啶盐酸盐
哌啶盐酸盐是哌啶形成的一种盐类，化学式为C5H12NCl或C5H11N·HCl，易溶于水和乙醇。

## 化学性质
哌啶盐酸盐受热分解，产生哌啶并放出氯化氢气体。